# Caleb Grimshaw
Caleb Grimshaw là một chiếc thuyền buồm được đóng vào năm 1848 để vận chuyển hàng hóa qua Đại Tây Dương.  Chiếc thuyền đã bốc cháy và chìm vào năm 1849, khiến 90-101 người thiệt mạng.

## Đóng thuyền
Thuyền buồm Caleb Grimshaw được đóng vào đầu năm 1848 cho Công ty Caleb Grimshaw and Co. có trụ sở tại Liverpool tại Xưởng đóng thuyền của William H. Webb ở Thành phố New York với tư cách là một thuyền buồm đầy đủ trang bị. Thuyền dài 166 feet (51 m), rộng 36 feet 8 inch (11,18 m), cao 21 feet 8 inch (6,60 m) với trọng tải 988 tấn. Caleb Grimshaw and Co. chuyên về vận tải hành khách, phối hợp vận chuyển hàng hóa và hành khách di cư qua Đại Tây Dương. Chiếc thuyền được cho là đặt tên theo Caleb Grimshaw sau khi ông bất ngờ qua đời vào đầu năm 1847. Dưới sự chỉ huy của Thuyền trưởng William Hoxie, thuyền đã đi từ Liverpool đến Thành phố New York với tối đa 427 hành khách, chủ yếu là những người di cư từ Anh và Ireland. Thuyền buồm Caleb Grimshaw đã thực hiện thành công năm chuyến vượt Đại Tây Dương từ tháng 5 năm 1848 đến tháng 8 năm 1849.

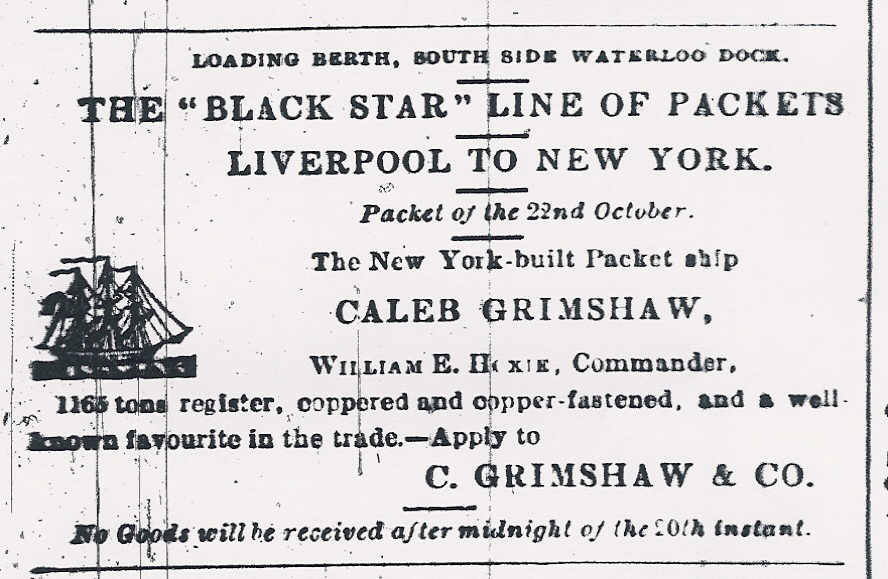
Thông báo lịch trình thuyền Caleb Grimshaw đến New York. Liverpool Mercury, 1849

## Hỏa hoạn
Trong chuyến đi thứ sáu vào ngày 11 tháng 11 năm 1849, khi đang chở 100 tấn than và 427 hành khách, chiếc thuyền đã bốc cháy trên Đại Tây Dương, cách đảo Faial, Azores 16 hải lý (30 km; 18 dặm) về phía đông nam.  Trên thuyền Caleb Grimshaw có 4 chiếc thuyền, nhưng chiếc thuyền đầu tiên được hạ xuống bởi những hành khách thiếu kinh nghiệm và đâm vào nước, khiến 12 hành khách bị cuốn trôi. Thuyền trưởng Hoxie lên chiếc thuyền thứ ba được triển khai vào ngày 12 tháng 11, bỏ lại hành khách và thủy thủ đoàn còn lại mà không có người lãnh đạo.  Vì không có đủ chỗ trên những chiếc thuyền cho tất cả 457 hành khách và thủy thủ đoàn, nên một số bè đã được lắp ráp, nhưng hơn 250 hành khách vẫn ở trên boong thuyền đang cháy khi chiếc thuyền Sarah (Vương quốc Anh) đến hiện trường bốn ngày sau đó. Sarah đã thực hiện nhiều chuyến giải cứu những người bị mắc kẹt, nhưng nhiều hành khách vẫn ở trên thuyền cho đến khi chiếc thuyền cuối cùng bị chìm vào ngày 21 tháng 11. Các nguồn tin tức đưa tin có từ 90 đến 101 người chết.

## Hậu quả
Ít nhất một bài báo đã nhấn mạnh đến việc thiếu thuyền cứu sinh và thiết bị an toàn thích hợp cũng như rủi ro khi vận chuyển hàng hóa dễ cháy cùng với hành khách.  Mặc dù thường xuyên bị chỉ trích trên các bài xã luận của báo chí vì đã bỏ thuyền, Thuyền trưởng Hoxie không nhận được bất kỳ hình phạt chính thức nào. Năm 1851, Thuyền trưởng Hoxie được bổ nhiệm làm chỉ huy của một thuyền chở khách khác, chiếc Joseph Walker, chiếc thuyền này cũng đã bốc cháy và chìm vào năm 1853 cùng với chiếc Great Republic.